# Kissin’ Cousins
Kissin’ Cousins – dwudziesty studyjny album Elvisa Presleya, który jest jednocześnie ścieżką dźwiękową z filmu Kochający się kuzyni. Wydany został 2 kwietnia 1964 r. przez RCA Victor Records. Sesje nagraniowe odbyły się 29 – 30 września 1963 r. w studiu RCA w Nashville. Na liście najlepszych popowych albumów magazynu Billboard płyta osiągnęła szóste miejsce.
Żeby zaoszczędzić na kosztach produkcji, pułkownik Parker zdecydował, że nagranie ścieżki dźwiękowej odbędzie się 29 września w studiu RCA w Nashville, z dala od Hollywood i innych zakłóceń. Wszystkie dziesięć piosenek Elvis nagrał podczas dwóch wieczornych sesji, razem z muzykami z Nashville A-Team.
Na potrzeby filmu nagrano też dwie różne wersje utworu Kissin’ Cousins. Tytułowa piosenka, napisana przez Freda Wise’a i Randy’ego Starra, została wydana jako singiel i dotarła do dwunastego miejsca listy przebojów. Z kolei druga, napisana przez Billa Gianta, Berniego Bauma i Florence Kaye, pojawiła się na płycie ze ścieżką dźwiękową filmu. Kiedy Elvis nagrywał do niej partie wokalne, został poproszony, żeby ostatnią piosenkę zaśpiewał dwukrotnie, ale dwoma różnymi głosami – jedna wersja miała być nieco bardziej w stylu country niż druga. Chodziło o to, żeby uzyskać efekt duetu pomiędzy dwojgiem bohaterów, których w filmie grał Elvis.
Na płycie znalazły się również dwa dodatkowe utwory, Echoes of Love i (It's A) Long Lonely Highway, nagrane w maju 1963 r. Początkowo zamierzano je umieścić na innym albumie, do którego wydania nie doszło. W 1995 r. piosenki Once Is Enough, One Boy, Two Little Girls i Kissin’ Cousins znalazły się na kompilacyjnej płycie Command Performances: The Essential 60’s Masters II.

## Muzycy
1. Elvis Presley – wokal
2. The Jordanaires – akompaniament
3. Millie Kirkham, Dolores Edgin, Winnifred Brest – akompaniament
4. Boots Randolph, Bill Justis – saksofon
5. Cecil Brower – skrzypce
6. Scotty Moore, Grady Martin – gitara elektryczna
7. Jerry Kennedy, Harold Bradley – gitara elektryczna, bandżo
8. Floyd Cramer – pianino
9. Bob Moore – gitara basowa
10. D.J. Fontana, Buddy Harman – bębny

## Lista utworów
Strona A
| 1. | Kissin’ Cousins (Numer 2) (Bernie Baum, Bill Giant, Florence Kaye)     | 1:16  |
|    |                                                                        |       |
| 2. | Smokey Mountain Boy (Lenore Rosenblatt, Victor Millrose)               | 2:37  |
|    |                                                                        |       |
| 3. | There’s Gold in the Mountains (Bernie Baum, Bill Giant, Florence Kaye) | 1:54  |
|    |                                                                        |       |
| 4. | One Boy, Two Little Girls (Bernie Baum, Bill Giant, Florence Kaye)     | 2:32  |
|    |                                                                        |       |
| 5. | Catchin' On Fast (Bernie Baum, Bill Giant, Florence Kaye)              | 1:21  |
|    |                                                                        |       |
| 6. | Tender Feeling (Bernie Baum, Bill Giant, Florence Kaye)                | 2:33  |
|    |                                                                        |       |
|    |                                                                        | 12:13 |
|    |                                                                        |       |
Strona B
| 1. | Anyone (Could Fall in Love with You) (Bennie Benjamin, Luchi de Jesus, Sol Marcus) | 2:29  |
|    |                                                                                    |       |
| 2. | Barefoot Ballad (Dolores Fuller, Larry Morris)                                     | 2:26  |
|    |                                                                                    |       |
| 3. | Once Is Enough (Sid Tepper, Roy C. Bennett)                                        | 1:55  |
|    |                                                                                    |       |
| 4. | Kissin’ Cousins (Fred Wise, Randy Starr)                                           | 2:14  |
|    |                                                                                    |       |
| 5. | Echoes of Love (Bob Roberts, Paddy McMains)                                        | 2:20  |
|    |                                                                                    |       |
| 6. | (It's a) Long Lonely Highway (Doc Pomus, Mort Shuman)                              | 2:38  |
|    |                                                                                    |       |
|    |                                                                                    | 14:02 |
|    |                                                                                    |       |